# Schilfgallen-Maskenbiene
Die Schilfgallen-Maskenbiene (Hylaeus pectoralis) ist eine kleine, überwiegend schwarz gefärbte, kaum behaarte Wildbienenart aus der Familie der Colletidae. Maskenbienen haben keine Sammelbürste. Die Schilfgallen-Maskenbiene lebt solitär und nistet fast ausschließlich in alten Schilfgallen.

## Merkmale
Hylaeus pectoralis wird ca. 6 bis 8 mm groß, was für die Gattung schon relativ groß ist. Sie kann im Gelände nicht von ähnlichen Arten der Gattung unterschieden werden. Die Weibchen haben mehr oder weniger dreieckige, helle, gelbliche Gesichtsflecken unter dem Ansatz der Fühler, dem Clypeusrand und den Augenrändern anliegend. Die gelben Gesichtsflecken der Männchen sind größer, auch der Clypeus ist gelblich. An den Beinen befinden sich gelbliche Stellen, bei den Männchen mehr als bei den Weibchen. Das erste Tergit ist in beiden Geschlechtern glatt und unpunktiert.

## Verbreitung und Lebensraum
Die Schilfgallen-Maskenbiene ist nur in der Nähe von Flussauen, Seeufern und Gebieten mit ausgedehnten Schilfbeständen (Feuchtwiesen, Moore) zu finden. Sie ist in Deutschland nicht häufig, in Nordrhein-Westfalen noch nicht nachgewiesen, sonst aus allen Bundesländern gemeldet. In Österreich ist diese Art aus dem Burgenland, Niederösterreich, Salzburg und Vorarlberg bekannt. Aus der Schweiz liegen nur zerstreute Nachweise vor.
Gesamtverbreitung
Die Art kommt von den Pyrenäen über Nord- und Mittel- und Osteuropa, Kleinasien, Russland und Sibirien bis nach Japan vor (transpaläarktische Verbreitung). Im Norden kommt die Art bis Südengland vor, im Süden bis Venetien und Friaul sowie bis Südrumänien und bis in die Türkei.

## Lebensweise
Die Schilfgallen-Maskenbiene fliegt in Deutschland von Mitte Juni bis September. Die Weibchen bauen ihre Nester in verlassenen Gallen der Schilfgallenfliege (Lipara lucens) an Schilfrohr. Selten werden auch hohle oder markhaltige Pflanzenstängel (Schilf, Brombeere) zum Nestbau verwendet. Die Nester enthalten durchschnittlich 4 bis 5, maximal 8 Brutzellen. Die Brutzellen werden mit einem Drüsensekret gefertigt, das an Luft eine zellophanartige Konsistenz erlangt. Sie werden mit Pollen verschiedener Pflanzen bestückt, je nachdem, was in der Nähe gerade blüht, die Bienen sind also polylectisch. Der Pollenvorrat ist mehr oder weniger flüssig. Der Pollen wird, wie bei allen Arten der Gattung, im Kropf transportiert. Auch die Männchen werden auf verschiedenen Blüten beobachtet. Die Überwinterung erfolgt als Ruhelarve.
Parasiten: Es wurden Schmalbauchwespen der Gattung Gasteruption als Parasiten beobachtet. 